# Рутільяно
Рутільяно (італ. Rutigliano) — муніципалітет в Італії, у регіоні Апулія, метрополійне місто Барі.
Рутільяно розташоване на відстані близько 390 км на схід від Рима, 22 км на південь від Барі.
Населення — 18 644 особи (2014).
Щорічний фестиваль відбувається 6 грудня. Покровитель — святий Миколай.

## Демографія
Населення за роками:

Станом на 1 січня 2023 року в муніципалітеті офіційно проживало 1136 іноземців з 32 країн, серед них 99 громадян країн Євросоюзу та 8 громадян України.

## Сусідні муніципалітети
- Казамассіма
- Конверсано
- Мола-ді-Барі
- Нойкаттаро
- Турі